# Supersticiones de los chinos de Malasia
Las supersticiones de los chinos de Malasia se refieren a aquellas supercherías tradicionales (y a otras afines importadas desde Singapur) en las que cree esta etnia afincada en Malasia. 

## La atracción de la piedra ‘sagrada’
En septiembre de 2008, una multitud de gente acudió en masa a una zona abierta en el área industrial de Bukit Minyak, cercana a Bukit Mertajam, buscando la buena suerte de una piedra de granito ‘sagrada’. Los residentes de la zona aseguraron que la piedra ya se adoraba desde mucho antes de que la abandonaran en el lugar donde se encuentra ahora. El número de personas que visitaban la región aumentó cuando se comenzó a correr la voz de la presencia de la piedra. Algunas vinieron de lugares tan distantes como Kuala Lumpur. Los residentes locales eligieron oficios temporales como vendedores de objetos de oración, flores, frutas y agua bendita para bañar la piedra. Ah Poh, de 60 años y vecino del parque Chai Leng, cercano a Butterworth, dijo que vio cuatro números de lotería en la piedra cuando la lavaba con el agua que compró en un puesto por valor de 1 ringgit. B. Kala, de 38 años y madre de 3 niños, dijo que había ganado 1400 ringgit en un sorteo semanal.

## Los números
Los números desempeñan un papel muy importante en todas las supersticiones de cualquier cultura del mundo y son realmente esenciales para los chinos. 
- El 4 es el número de la mala suerte en la cultura china porque la palabra “cuatro” - tanto en mandarín como en cantonés - suena muy parecida a “hokkien” (o “muerte”), lo cual es muy diferente de lo que ocurre en cualquier otro lugar. De hecho, en la cultura china de Malasia el número desafortunado es el 14 porque suena como “sap sei” en cantonés, que significa “deber/ir a morir”.
- El número 7 se considera también desafortunado en la cultura china. Ello se debe a que el séptimo mes, julio, es el “mes del fantasma”(鬼月) (Festival de los fantasmas). Durante el mes del fantasma, las puertas del infierno se abren y los fantasmas vienen a comer al mundo de los humanos.
- Según los chinos muchas etapas de la vida giran en torno al número 7.
- Por ejemplo, los dientes de leche crecen cuando los niños tienen 7 meses y se empiezan a desarrollar los dientes de adulto cuando se tienen 7 años.
- Estas edades sugieren un “plan” predeterminado para la humanidad y son la razón por la que los chinos creen que son afortunados.
- Otros números que se consideran afortunados en la cultura china son el 9 y el 6.
- El número 9 se considera afortunado porque suena como la palabra “longevidad” (tanto en mandarín como en cantonés). El número 6 se cree favorable porque es el homónimo de la palabra “fluir”. La pronunciación del número 6 en chino es “liu”(流), que significa suave en inglés. Por lo tanto, los chinos siempre usan el número 6 cuando crean una nueva empresa.

## Embarazo humano
Además los chinos tienen muchas supersticiones sobre el embarazo y la mujer embarazada. Aunque mucha gente no cree que la mayoría de estas creencias sean verdaderas, otros las siguen religiosamente. 
- El estado emocional de las mujeres embarazadas es importante. Durante este periodo deben ser tan felices como sea posible. Se cree que lo que afecta a la mente de la madre va a afectar también al bebé. Si ésta llora y pasa estrés, va a tener un bebé malhumorado y llorón.
- Las mujeres embarazadas deben cuidar lo que comen, porque se cree que, si ingieren alimentos mal cortados o triturados, tendrán un hijo de carácter descuidado. La comida de tonos claros favorece el nacimiento de niños de tez más pálida. Por el contrario, si la salsa de soja o la salsa marrón constituyen una gran parte de la dieta, el bebé nacerá con la piel oscura.
- Las embarazadas nunca participan en los funerales ni en las bodas. Esto es para evitar cualquier conflicto entre las personas.
- Para proteger al feto de los malos espíritus, es aconsejable que las mujeres en cinta guarden un cuchillo debajo de la cama.
- Durante el embarazo, no se debe cortar nada en la cama porque espiritualmente significa que se corta el cordón umbilical del feto.
- Se cree que, si las mujeres en estado usan pegamento, van a provocar un parto difícil.
- Se ha de evitar adquirir un cochecito antes de que nazca el bebé. Si aun así se compra, se ha de mantener éste lejos de la casa, pues guardarlo en ella se considera mala suerte.
- Las mujeres embarazadas no han de decir palabras soeces o su bebé podría correr el riesgo de ser maldecido.
- Se ha de evitar frotar la barriga de la embarazada con demasiada frecuencia si no se quiere un niño mimado o demasiado exigente.
- Las embarazadas no deben visitar las casas que se han quedado vacías por mucho tiempo. Estos locales no se han limpiado “espiritualmente” y, por lo tanto, podrían contener seres profanos que constituirían un riesgo para ellas y sus bebés.
- Se han de colgar fotos o pósteres de bebés alrededor de la casa y el dormitorio.
- Asimismo, se debe dejar una luz encendida cuando se duerme. Una pequeña luz nocturna es suficiente para evitar dormir en total oscuridad.

Un aviso para los lectores que todavía no se han casado. El novio tiene que llevar a su novia sobre rescoldos de carbón cuando entre en la casa de ésta por primera vez para que no tenga un parto difícil.

## El Año Nuevo chino
El Año Nuevo chino es una de las festividades más importantes de entre las celebradas en República Popular China. En torno a ella, se realizan muchas preparaciones que la hacen inolvidable. Con la esperanza de empezar un nuevo año próspero y exitoso, muchos chinos siguen algunas supersticiones con el fin de aumentar las posibilidades de buena fortuna. La siguiente lista incluye algunas de las más populares: 
- Es importante tener la casa totalmente limpia antes del día de Año Nuevo para continuar la buena fortuna.
- En cualquier caso, nunca se debe limpiar el día de Año Nuevo, porque esto significa limpiar toda la buena suerte de la casa.
- Es mejor vestirse de rojo para empezar el Año Nuevo porque éste es el color que trae más suerte.
- Se dice que abrir las ventanas es dejar que la buena suerte entre en casa.
- Se supone que no se han de usar objetos puntiagudos durante el día de Año Nuevo porque significa cortar la buena suerte.

## Ejemplos de supersticiones
- Las matrículas de los coches que contienen el número 8 (por ejemplo 8888, 888, 88, 8, 168, 668) son una señal de buena fortuna (en cantonés, la pronunciación del 8  es “baat”, que suena parecido a “fatt” o prosperidad; en mandarín, el 8 se pronuncia como “ba”, que suena como ¨fa¨ (發), con el sentido de ¨prosperar¨).
- Siempre se evita el número 4. En algunos edificios de Malasia se reemplazó “el cuarto piso” por “3A”; la dirección de 44 y 4 a “43A” Y “3A”. El número 4, en sí, mismo suena igual que el carácter chino “muerte”.
- El rojo y el azul son los colores de la buena fortuna para la mayoría de la población china supersticiosa mientras el negro es el color de mala suerte.
- La piña es una señal de buena suerte (piña en Hokkien es “ong lai” (𦬬莱), que suena como “ong”(旺)- “suerte” o “fortuna”, “lai”(來)- “que viene”).